# Baie Mawson
La baie Mawson (en anglais : Mawson Bay) est une baie du nord-ouest de la Tasmanie. Elle est nommée d'après l'explorateur Douglas Mawson.